# Dalgaun
Dalgaun (nep. दलगाउँ) – gaun wikas samiti we wschodniej części Nepalu w strefie Kośi w dystrykcie Bhojpur. Według nepalskiego spisu powszechnego z 2001 roku liczył on 582 gospodarstw domowych i 2954 mieszkańców (1509 kobiet i 1445 mężczyzn).